# Polícia Civil do Estado da Bahia
A Polícia Civil do Estado da Bahia é uma das polícias da Bahia, Brasil. Sua função é de polícia judiciária e investigativa, averiguando os ilícitos penais na forma da lei.
Na época da transição da Monarquia para a República no Brasil, a Secretaria da Segurança Pública do Estado da Bahia ainda estava se ajustando ao novo sistema, foi quando a Polícia Civil da Bahia funcionou até 1978 sob legislação específica instituída na Constituição do Estado da Bahia de 1891, a qual dizia, no artigo 128, que: "A Polícia Administrativa e Judiciária será cometida à direção de um chefe em todo o Estado, a um ou mais comissionários em cada termo e a um subcomissário em cada distrito". Atualmente, a Polícia Civil se rege pelas normas da Lei Orgânica da Polícia Civil do Estado da Bahia, editada pela Lei nº 11.370, de 4 de fevereiro de 2009.
Essa lei manteve as carreiras da policial civil, criadas por dispositivo legal anterior, cujo cargo mais graduado é o de Delegado de Polícia, um bacharel em Direito, que, após ser aprovado em concurso público, ainda se forma na Academia da Polícia Civil (ACADEPOL).
A instituição é dirigida pelo Delegado-Geral da Polícia Civil, um delegado de carreira escolhido e nomeado pelo Governador do Estado. Na estrutura da Polícia, as carreiras são de Delegado de Polícia, Escrivão de Polícia e Investigador de Polícia.[carece de fontes?] Os princípios institucionais são: a legalidade, impessoalidade, moralidade, eficiência, hierarquia funcional, disciplina funcional, unidade de doutrina e a unidade técnico-científica aplicados à investigação policial, indivisibilidade institucional e da investigação, interdisciplinaridade da investigação, indelegabilidade das atribuições funcionais, proteção e promoção dos direitos da dignidade da pessoa humana, e autonomia na execução da atividade policial.[carece de fontes?]
Quanto à padronização do procedimento, existe um padrão organizativo e de rotinas, desenvolvido desde a criação da Polícia Civil, em 1808, quando da instituição da Intendência Geral de Polícia da Corte e do Estado do Brasil, logo disseminado para todo o país. Reformas posteriores no Império e na República mantiveram um modelo nacional. Desde 1871 as investigações policiais são formalizadas no Inquérito Policial, previsto no Código de Processo Penal.[carece de fontes?]

## Organização

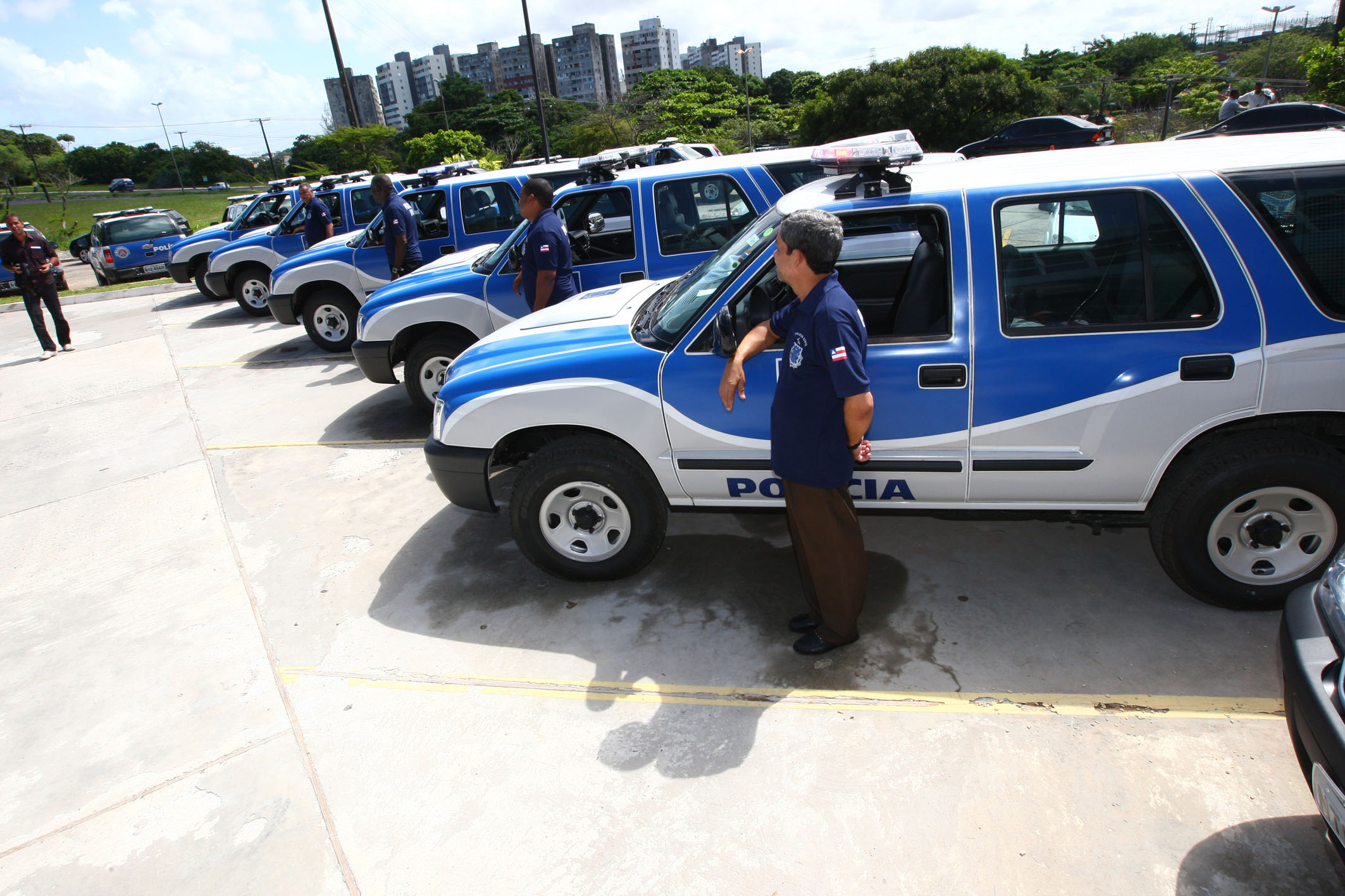
Renovação da frota de 2010

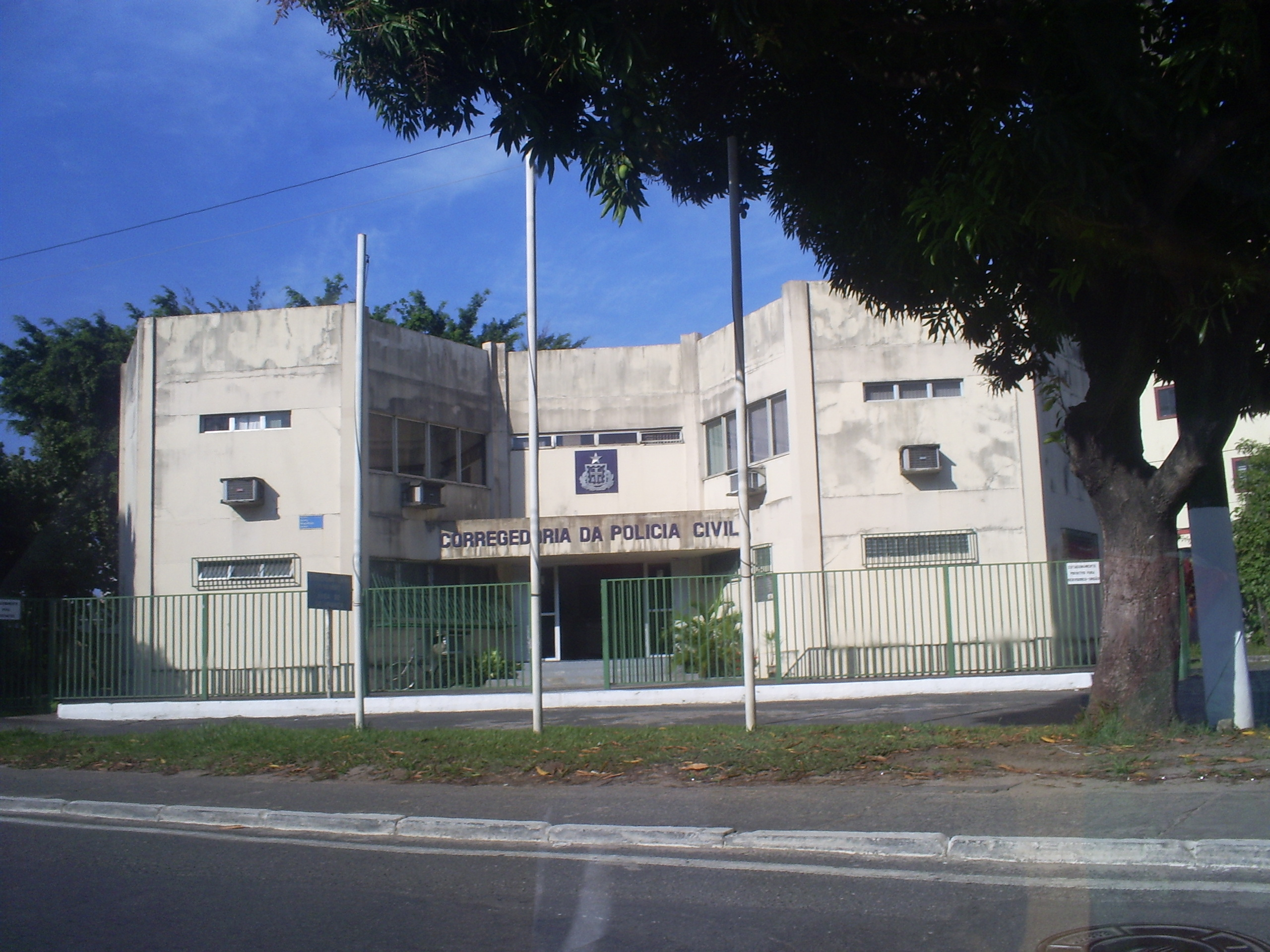
Corregedoria da Polícia Civil do Estado da Bahia, no Rio Vermelho.

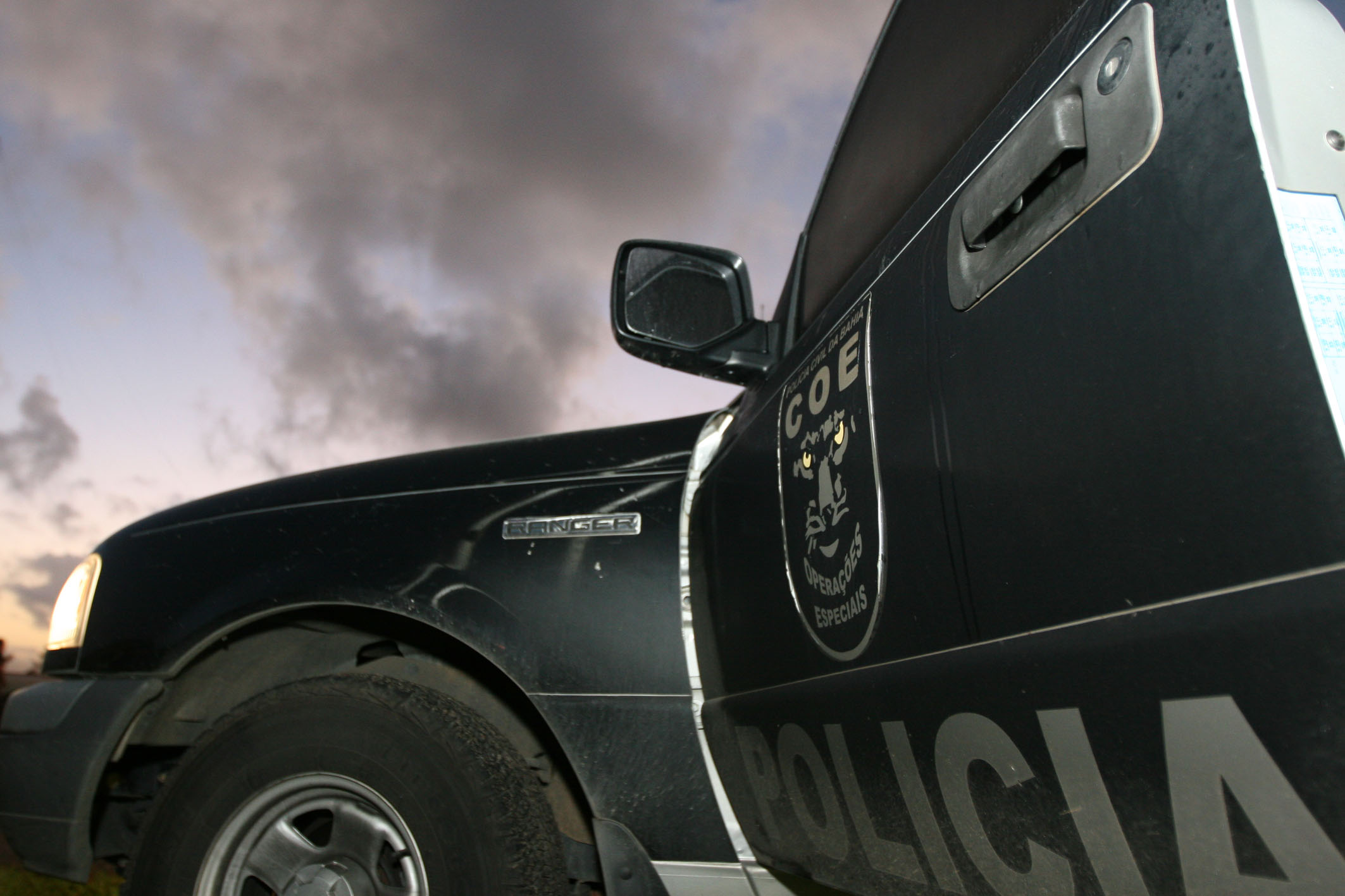
Veículo do COE - Polícia Civil

A Polícia Civil do Estado da Bahia desenvolve os serviços públicos da sua competência, basicamente, através das delegacias policiais. As delegacias distribuídas pelo território estadual, são, nas suas circunscrições, o centro das investigações e dos demais atos de polícia judiciária e pontos de atendimento e proteção à população. Na capital e Região Metropolitana de Salvador funcionam 28 delegacias policiais e no interior, 24 Coordenadorias de Polícia do Interior dirigem as unidades distribuídas pelos municípios.
Quanto à investigação especializada, surgiram, em apoio às delegacias distritais, as delegacias especializadas decorrentes do desenvolvimento das atividades criminosas que também se especializou, organizou-se em quadrilhas e estendeu as suas ações por largas faixas territoriais. Os departamentos policiais especializados da Bahia, através das delegacias abaixo relacionadas, reprimem o tráfico de entorpecentes, o roubo e o furto, inclusive de automóveis, as fraudes ou defraudações, sendo certa a inclusão do departamento de homicídios dentre essas unidades pela importância do bem jurídico protegido que é a vida humana:
- Delegacia de Homicídios e Proteção à Pessoa (DHPP)
- Delegacia Especial de Atendimento à Mulher (DEAM)
- Delegacia de Proteção ao Turista (DELTUR)
- Delegacia Especial de Repr. aos Crimes contra a Criança e o Adolescente (DERCCA)
- Delegacia Especial de Atendimento ao Idoso (DEATI)
- Delegacia de Repressão a Furtos e Roubos (DRFR)
- Delegacia de Repressão ao Estelionato e outras Fraudes (DREOF)
- Delegacia de Crimes Econômicos e contra a Administração Pública (DECECAP)
- Delegacia de Repressão a Furtos e Roubos de Veículos (DRFRV)
- Delegacia de Repressão a Roubo de Carga (DECARG)
- Delegacia de Defesa do Consumidor (DECON)
- Delegacia de Tóxicos e Entorpecentes (DTE)

Quanto às operações especiais, o Centro de Operações Especiais (COE) é a unidade de elite da Polícia Civil, formada por profissionais capacitados para atuar em situações de risco.
Cabe-lhe supervisionar e coordenar as ocorrências policiais com reféns, apurar, em caráter especial, infrações penais,  realizar diligências e investigações para levantar a autoria e determinar a materialidade de crimes não elucidados pelas delegacias de polícia,  realizar diligências especiais, prestar segurança pessoal e fornecer aos demais órgãos policiais, sempre que necessário, agentes ou equipes especializadas para reforço ou complementação de diligências.
São os órgãos departamentais da Polícia Civil do Estado da Bahia:
| Órgãos de direção superior                                                    | Órgãos de gestão tática | Órgãos de gestão estratégica                                                                                                 |
| ----------------------------------------------------------------------------- | --- | --- |
| - Gabinete do Delegado-Geral da Polícia Civil - Corregedoria da Polícia Civil | - Coordenação de Polícia Interestadual - Departamento de Crimes Contra o Patrimônio - Departamento de Homicídios - Departamento de Narcóticos - Departamento de Polícia Metropolitana - Departamento de Polícia do Interior - Coordenação de Operações e Recursos Especiais | - Departamento de Inteligência Policial - Academia da Polícia Civil - Departamento de Planejamento, Administração e Finanças |

Há ainda as Coordenadorias de Polícia do Interior.[carece de fontes?]